# Karel Hiršl

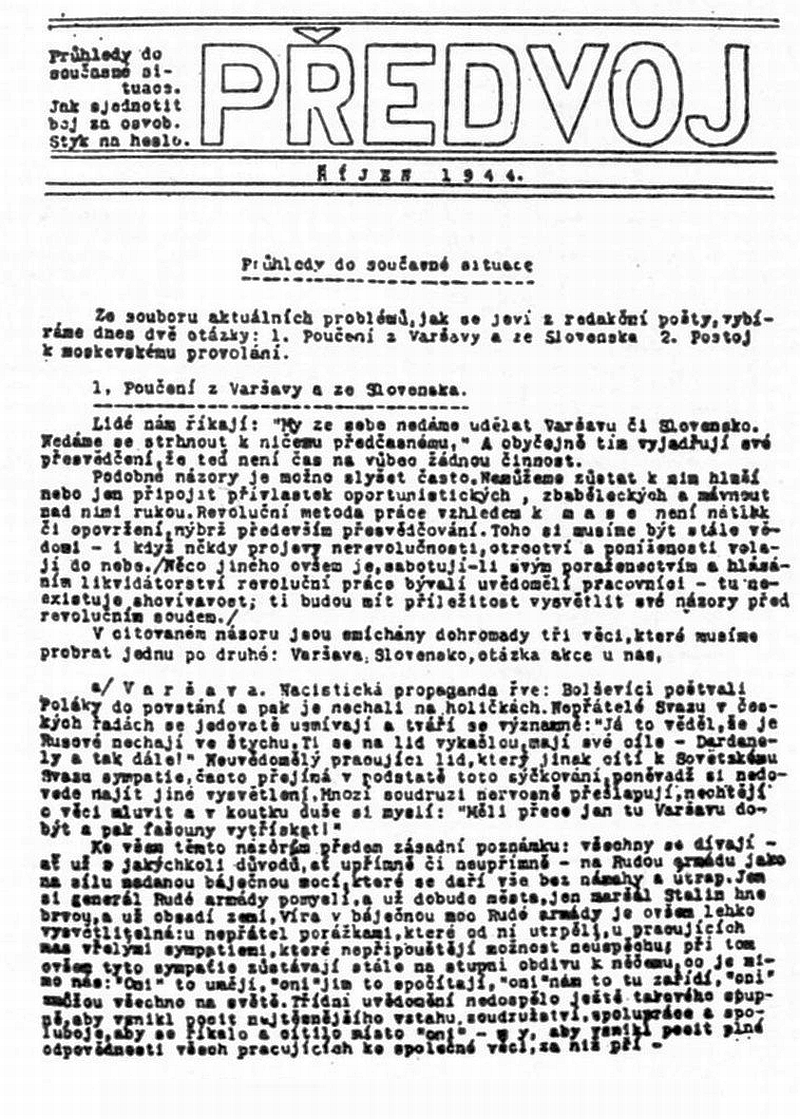
Titulní strana ilegálního časopisu Předvoj (říjen 1944)

Karel Hiršl (27. prosince 1922 – 2. května 1945 Terezín) byl český odpůrce nacistického režimu. Vystudoval Vančurovo gymnázium v Praze, pracoval ve filmových studiích na Barrandově v oddělení Prag-Filmu. Za okupace byl vůdcem odbojové skupiny Předvoj, za což byl uvězněn v Terezíně a těsně před koncem války popraven.

## Životopis

### Dětství
Karel Hiršl se narodil 27. prosince 1922. V té době nikdo netušil, že přibližně za dvě desítky let se z něj stane jeden z velkých vůdců odboje v Protektorátu Čechy a Morava. Měl mladšího bratra Miroslava. Jeho matka se jmenovala Vlasta a otec se jmenoval Miroslav. Před dovršením 6. roku života na podzim roku 1928 nastoupil Karel Hiršl do obecné školy, po ní absolvoval Vančurovo gymnázium v Praze. V prvním ročníku prospěl s vyznamenáním, v dalším ročníku mu bylo školné prominuto a uhrazeno z fondu na podporu výborných studentů ze sociálně slabších rodin. Léto roku 1935 třináctiletý Karel strávil téměř celé na táboře YMCY na slovenské Oravě.

### Vančurovo gymnázium
V letech 1937/1938 byl Karel v kvintě. V té době založili oktaváni z Vančurova gymnázia voicebandovou skupinu, v níž sborově recitovali či zpívali vlastní texty. Tehdy byl mezi mládeží oblíbený levicový časopis Mladá kultura, který poprvé vyšel v roce 1935. Zajímal i Václava Dobiáše, Karlova o dva roky staršího spolužáka a kamaráda.
Ve školním roce 1937/1938 se začal v Karlově třídě vydávat ručně psaný časopis Informatorium, hlavně o záležitostech ve třídě, například o sporech mezi spolužáky. K dalším rubrikám patřily rébusy, hádanky a vtipy.
Ve školním roce 1938/1939, kdy se ve světě schylovalo k válce, věřili studenti, že v případě vojenského útoku Němců splní Francie své spojenecké závazky k Československu. Když podepsáním Mnichovské dohody Československo kapitulovalo bez boje a 15. března 1939 byl vyhlášen Protektorát Čechy a Morava a 17. října, následovalo zavření českých vysokých škol a 14. července 1940 nacisté obsadili Paříž. V té době nerozlučná trojice gymnazistů Karel Hiršl, Jiří Staněk a Vašek Dobiáš zahájila práci v odboji. Scházeli se každé pondělí na schůzkách smíchovského evangelického sboru. Toto sdružení mělo přibližně 104 členů. Podnikali různé sportovní a umělecké akce, pondělní schůzky byly věnovány přednáškám nebo hudební produkci.
V roce 1941 se Karel jako oktáván seznámil s Vincy Schwarzem. Vincy Schwarz byl původem Němec, utekl však z Německa ze své nacisticky smýšlející rodiny a usadil se v Protektorátu Čechy a Morava. Měl spoustu knih, rád četl, psal básně a sbíral veselé písničky a šprýmy. Také překládal díla českých básníků do němčiny. Rámec pondělních schůzek smíchovského evangelického sdružení na na Santošce se Karlovi a jeho přátelům stal příliš těsným. S Vincy Schwarzem se pod záminkou kurzů němčiny začali scházet i v sobotu. V té době začal Karel Hiršl psát své první básně.
Karlův otec pracoval, matka se starala o domácnost. Žádného člena rodiny nepostihlo neštěstí ani totální nasazení na práci do Říše.

### Mezidobí a odboj
V roce 1941 Karel Hiršl na Vančurově gymnáziu odmaturoval s vyznamenáním. Vysoké školy byly zavřené a nechtěl chodit do zaměstnání, proto se přihlásil do ročního abiturientského kursu při Státní obchodní akademii v Resslově ulici. Studium ho nebavilo, naštěstí zde však bylo více čerstvých maturantů, kteří se na kursy přihlásili jenom kvůli tomu, aby nemuseli chodit do práce. Byla to určitá forma protestu a snaha vyhnout se práci pro Němce. Neměli obchodování či účetnictví rádi, nebo je dokonce nenáviděli, což je sblížilo. Jejich partu profesoři nazývali „Sternguckeři“ – hvězdní zevlouni. Studenti si uvědomovali, že mají poslední rok bezstarostného života. Psali různé divadelní hry, které potom sami zahráli, například Der Weschel aneb Faustovo prokletí.
Pak byl Vincy Schwarz byl zatčen. Členy sobotního kroužku zpráva vyděsila, za pár dní zjistili, proč byl zatčen. Když jeho manželka vracela do knihkupectví nějaký švýcarský deník, ve kterém se psalo o jisté válečné prohře Německa, zatklo ji při tom gestapo. Byla okamžitě odvezena k výslechu do sídla gestapa v Pečkárně. Pak gestapo zatklo i Vincyho Schwarze. Studenti doufali, Vincyho z vězení pustí. Když byl 27. května 1942 spáchán atentát na zastupujícího říšského protektora Reinharda Heydricha, začaly noviny otiskovat sloupce jmen k smrti odsouzených a popravených 10. června byly vyhlazeny Lidice. Na začátku července dostal farní úřad smíchovského sboru oznámení, že Vincy Schwarz i se ženou Zdenkou byli 30. června zastřeleni pro trestnou činnost ohrožování říšské bezpečnosti.
V září nastoupil Karel Hiršl na místo v nákupním oddělení Prag-Filmu na Barrandově. Pro všechny mladé lidi se objevilo nové nebezpečí: Totaleinsatz – totální nasazení na práci do Německa. Někteří sobotníci museli na práci skutečně odjet. Například Jiří Staněk putoval k říšské poště do Norimberku. Nezbývalo než si psát.
V červnu roku 1943 se od sobotníků odpojili radikálové, mezi které patřili Karel Hiršl a Vašek Dobiáš. Připojilo se k nim 9 lidí: Jan Mojžíš, Jaromír Mrkos, Jiří Staněk, Nataša Kálalová, Želmíra Kálalová, Karel Kosík, Radovan Richta, Antonín Růžek, Karel Šmirous. Všichni se cítili být komunisty a bojovat proti nacismu v Protektorátu. Proto byla všem dána možnost z evangelického sdružení odejít. Začala ilegální práce. Švagr Václava Dobiáše, který byl členem ilegální KS, zprostředkoval Karlovi a Václavovi kontakt na Rudolfa Vetišku – člena III. Ilegálního ÚV. Krátce nato se uskutečnila schůzka Vaška Dobiáše a Karla Hiršla s Rudolfem Vetiškou. Ten jim sdělil, že mají pracovat samostatně a nechal jim pouze kontakt, přes který by mohli spolupráci obnovit. To Karla Hiršla a Vaška Dobiáše trochu zklamalo, Vetiška jim připadal příliš opatrný. V listopadu téhož roku, při jedné ze svých brněnských návštěv založil společně s přáteli z barrandovského studia buňku v Brně. Ostatní příslušníci skupiny začali na svých pracovištích vytvářet 3–5členné buňky, ve kterých probíhalo základní školení. Do smíchovské skupiny poté přibyl ještě Edmund Trachta. Napojení na Edmunda Trachtu získal Jiří Staněk přes spolupracovníka na Totálním nasazení. Byl to zubař ve Strakonicích se spojením na odbojovou skupinu ve Zbrojovce. Získával pro Předvoj náboje a zbraně a zajistil další cyklostyl – stroj na rozmnožování. Dne 31. prosince 1943 se smíchovská skupina vypravila oslavit Silvestra na chatu Kálalových u Pikovic na Posázavské stezce. Právě tam se všichni rozhodli začít odbojovou činnost a tisknout časopis. Pro časopis vymysleli název Předvoj. Tak se jmenovala i jejich odbojová skupina. O několik dní později, tedy na začátku roku 1944, vydala odbojová skupina Předvoj programové prohlášení. V březnu roku 1944 bylo vydáno první číslo časopisu Předvoj.
Na jaře roku 1944 vytvořil Jiří Staněk s inženýrem Jiřím Pechem ilegální buňku v Benešově. Členové Předvoje začali občas chybět v práci, simulovali pracovní neschopnost a způsobovali si nemoci, jen aby se mohli věnovat ilegální práci. Karel pro absence dostal z práce výpověď. Na konci jara zasáhla Předvoj první rána, když Gestapo zatklo Václava Dobiáše. Poprvé se ostatní začali o sebe bát. Na začátku léta se setkal člen Předvoje Kamil Zoufalý s Jindřichem Pušem, představitelem organizace Pochodeň, a obě odbojové skupiny se spojily. Ale pak přišla další rána. Kamil Zoufalý přišel na schůzku s kamarádem, kam přišlo i gestapo a Kamila Zoufalého zatklo. Tisk Předvoje se přemístil ke Karlu Šmirousovi na Vinohrady do Fibichovy ulice.
Dne 21. října 1944 se sedmičlenná skupinka smíchovských členů Předvoje vydala na chatu do Posázaví. Byli znepokojeni, že Karel Šmirous a Jiří Staněk na výlet nepřijeli, ale víkend si užili a žádné nebezpečí pro sebe nevytušili. Když se v neděli 22. října 1944 vraceli, gestapo je obstoupilo, zatklo a odvezlo do pražské Pečkárny.

### Věznění
O den později byli všichni převezeni do věznice na Pankráci, odkud každý den jezdili na výslechy do Pečkárny. Následovaly nekonečné hodiny brutálního výslechu, avšak žádný z těchto lidí nepodlehl. Gestapo usoudilo, že zatklo jen řadové členy, ne vedení. V prosinci byl Václav Dobiáš lidovým soudem odsouzen k smrti ve Cvikově. Dne 23. ledna 1945 byli členové Předvoje transportováni do Malé pevnosti v Terezíně. Tam byli až do konce války, až na pár dní, kdy byli převezeni do Prahy na výslechy. Tehdy totiž zatkli vedení Předvoje. Po návratu do Terezína měli zpřísněný režim, např. nesměli chodit na práci mimo Malou Pevnost, kde byli vězněni. Dne 10. dubna 1945 byl popraven Václav Dobiáš. Dne 25. dubna 1945 napsal Karel Hiršl své rodině do Prahy poslední dopis s dovětkem, že se s nimi brzy uvidí, protože věřil ve své propuštění. Už byl téměř konec války. Jenže 2. května 1945 přijeli do Malé pevnosti členové gestapa a vyvolávali jména odsouzených, byli mezi nimi i Karel Hiršl a většina hlavních členů Předvoje. V 16:30 byli zastřeleni a druhý den byla jejich těla spálena v krematoriu.

Spolupracovníci v odboji
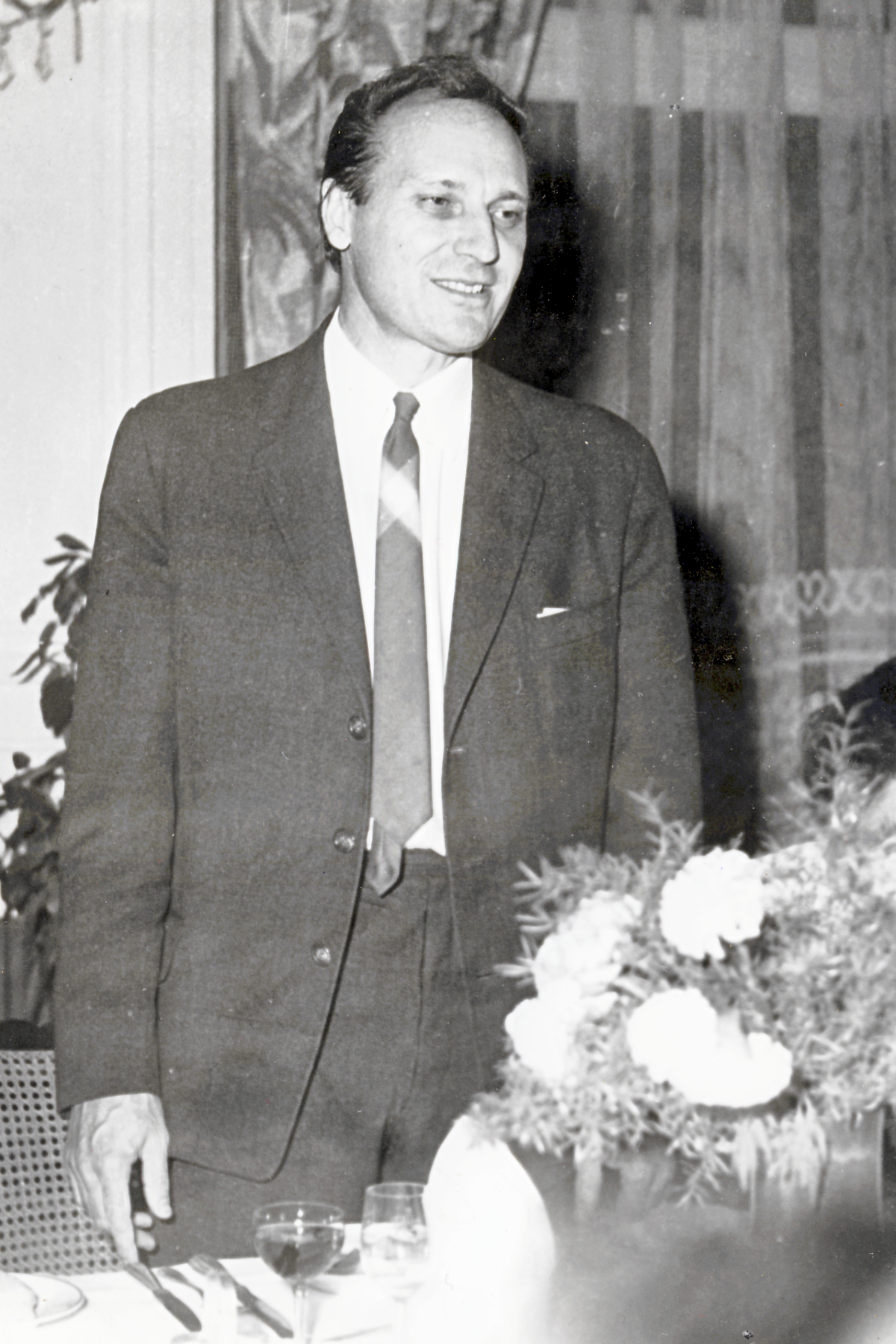
Radovan Richta
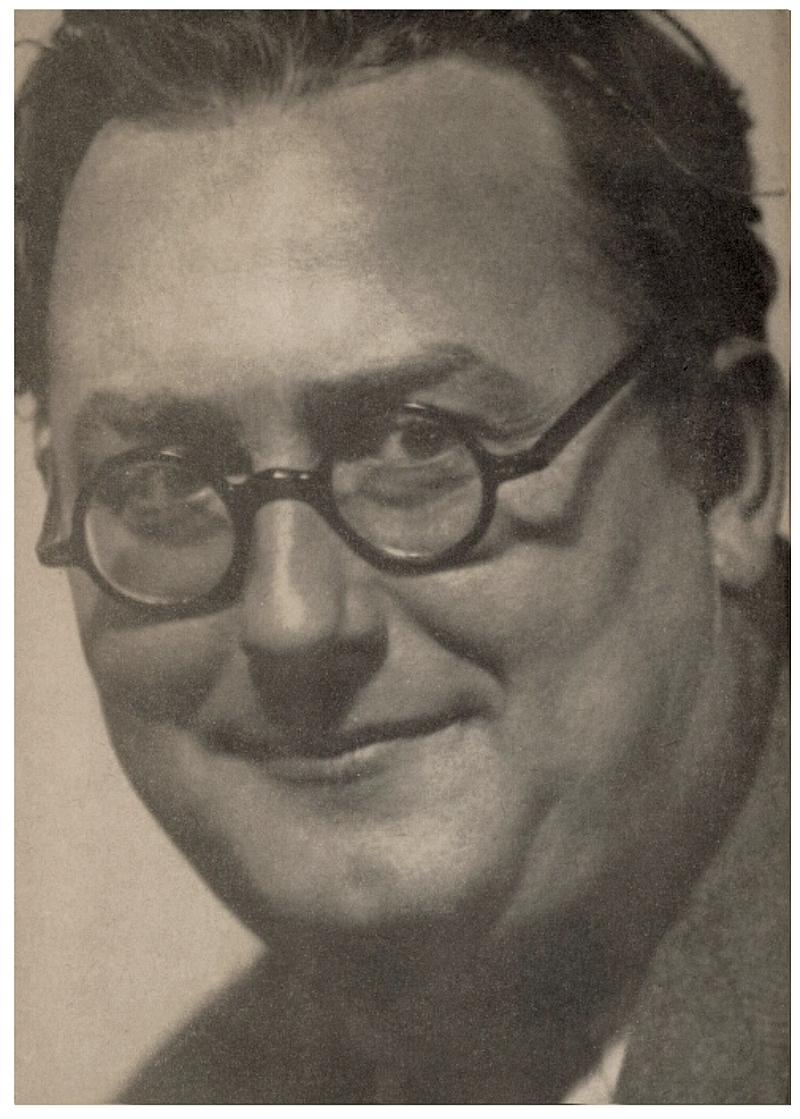
Vincy Schwarz
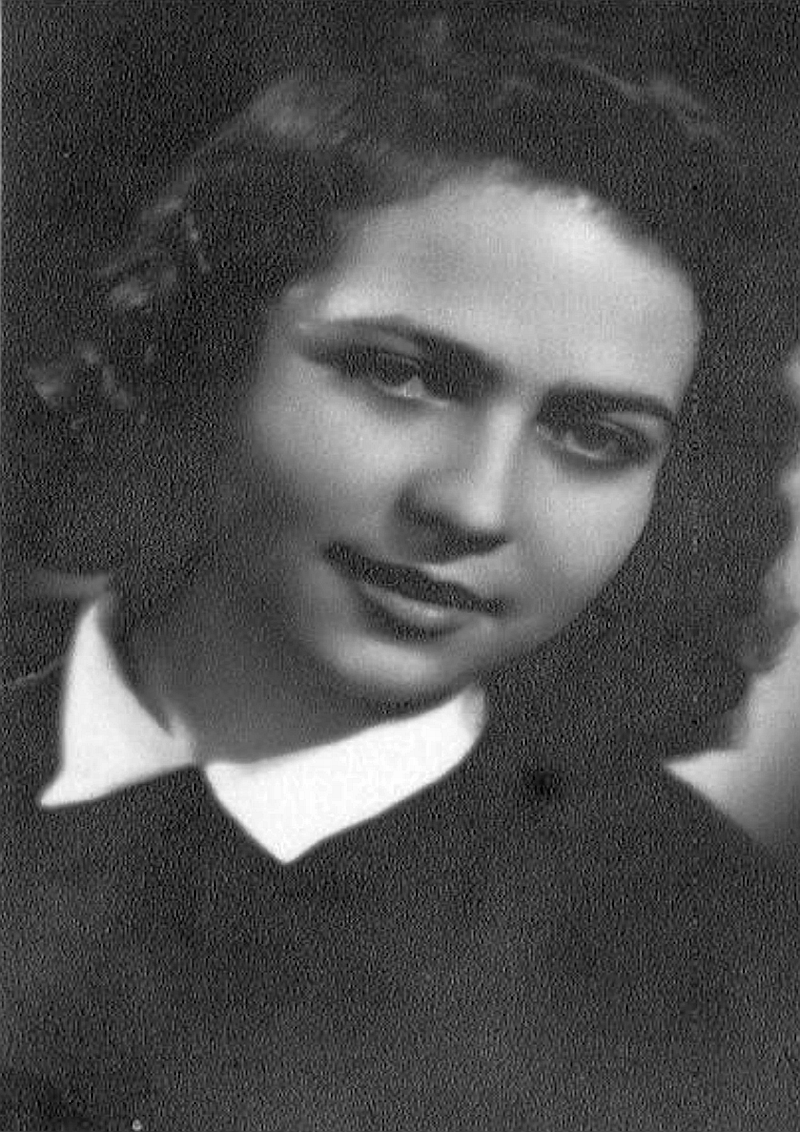
Želmíra Kálalová
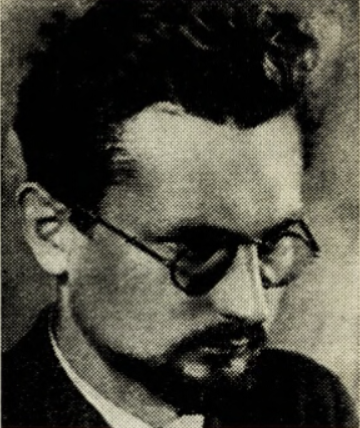
Václav Dobiáš
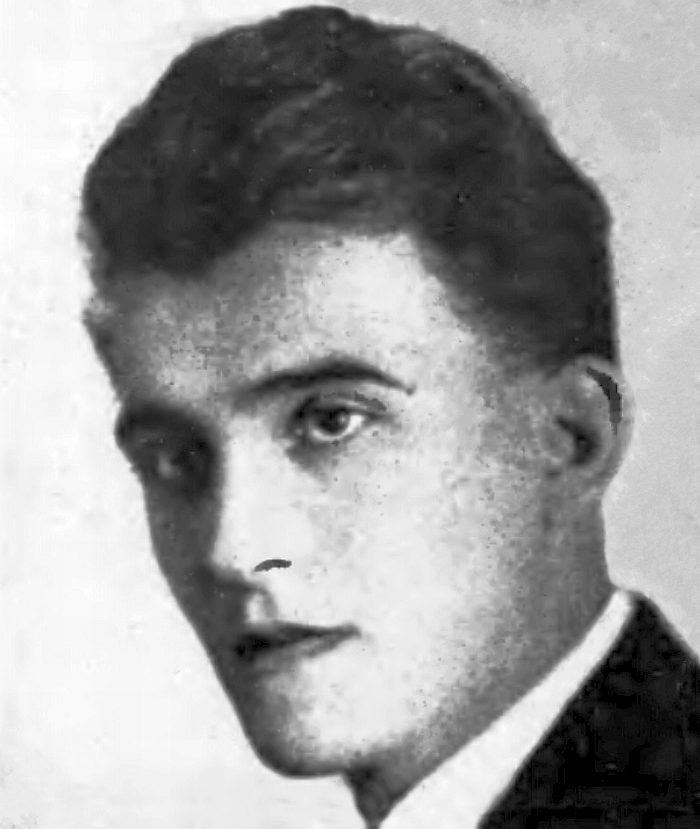
Edmund Trachta

## Ukázky z díla
Karlova první báseň:
Je toho moc

Utopit se v hořkém chvatu tápavé improvisace

To tak ještě

Verš nemůže vyjíti z této ruky

Neb zavřená je jako poupě ve stínu

Necítím vůni

neznám milost daru

neprosím se o soustrast milodarů

jen vím že musím stále jíti

jíti jako kyvadlo na hodinách

jak stín se ploužit po zlomených třtinách

a budu sluncem budu stínem

nebudu ničím budu vším

budeme žíti tím, že zhynem

svou svíci zhasnu a přec rozsvítím

tisíce jiných Při světlech siných

při zapomenutí zapadlých hrobů

stále jdu mechanicky a usilovně

a jednou přece dojdu
První článek v Předvoji:
Předvoj je instrukční časopis pro pracovníky odboje českého pracujícího lidu proti jeho nepřátelům. Není listem přímé masové agitace, nýbrž listem, který rozebírá úkoly pracujícího lidu z revolučního hlediska a na tomto základě podává návod k praktické revoluční činnosti. Nerozšiřujte časopis překotně, nýbrž jen zcela spolehlivým, zpracovaným revolučním pracovníkům a těm, o nichž máte jistotu, že se chtějí k revoluční práci upřímně přihlásit a že přečtení časopisu jejich rozhodnutí upevní. Jednotlivé výtisky nesmějí kolportéři pouštět „volně mezi lid“, nýbrž je mít pod kontrolou a stahovat zpátky. Přísné zachování konspirace – nevyptávat se a nevykládat nikomu, od koho časopis máš – je samozřejmou povinností. Poněvadž obsahu listu neubývá v krátké době na aktuálnosti, mohou kolportéři používat i starších čísel jako materiálu k diskusím, poučením pro nově zapojené členy.